# Hans-Peter Briegel
Pour les articles homonymes, voir Briegel.
Hans-Peter Briegel est un footballeur puis entraîneur allemand né le 11 octobre 1955 à Rodenbach (Rhénanie-Palatinat). Il évolue au poste de défenseur du milieu des années 1970 à la fin des années 1980.
Il est l'un des meilleurs défenseurs allemands de sa génération et fait partie de l'équipe de RFA victorieuse du Championnat d'Europe des nations en 1980, et double finaliste de la Coupe du monde en 1982 et 1986.
Après sa carrière professionnelle, il devient entraîneur et dirige l'équipe de Bahreïn jusqu'au 20 janvier 2007. Son limogeage est dû à la défaite contre l'Arabie saoudite en match du groupe B de la Coupe du Golfe de football.

## Biographie
Briegel a commencé le sport en pratiquant l'athlétisme. Il est particulièrement bon en saut en longueur et les 100 metres (ses record personnel était à 7,44 m et 10,8 secondes); et en triple saut. Ce n'est qu'à 17 ans, malgré certaines qualités pour le décathlon, qu'il laisse tomber l'athlétisme pour le football. Alors qu'il joue pour un petit club (le SV Rodenbach) à côté de Kaiserslautern, il est repéré par Erich Ribbeck, alors entraîneur du 1.FC Kaiserslautern. Impressionné par ses qualités physiques (issues principalement de son passé d'athlète), Ribbeck le positionne en défense après quelques essais peu encourageants au poste d'attaquant.
En 1976, il fait ses débuts en équipe première puis acquiert progressivement une place de titulaire. En 1979, il est sélectionné pour la première fois en sélection nationale et gagne là-aussi ses galons de titulaire. Avec les frères Förster, il forme la solide ossature défensive de la Mannschaft qui remporte le  Championnat d'Europe des nations en 1980 et dispute deux finales de Coupe du monde en 1982 et 1986. Sa vitesse, sa puissance et son incroyable endurance font de lui, l'archétype du footballeur allemand des années 1980, puissant, dur au mal et efficace. Cependant, la finale perdue contre l'Argentine en 1986 sonne le glas de sa carrière internationale. Le nouveau sélectionneur allemand, Franz Beckenbauer qui succède à Jupp Derwall et qui n'apprécie pas particulièrement le style de Briegel, l'écarte définitivement de la sélection.
Ce joueur très physique rejoint le Hellas Vérone et la Série A italienne sûrement l'un des meilleurs championnats européens de l'époque, en 1984. Au sein d'un club pourtant modeste, Briegel réussit l'exploit de remporter le titre de champion d'Italie dès sa première saison. Cela lui vaut d'être nommé « Footballeur de l'année » en 1985 en Allemagne. Cette année-là, en plus de son rôle de défenseur, Briegel se révèle particulièrement prolifique, en inscrivant 9 buts, véritable exploit pour un défenseur dans un championnat aussi fermé que la Série A. Cette performance va susciter l'intérêt de clubs plus huppés comme la Sampdoria Gênes qu'il rejoint à l'issue de la saison 1985/1986. Il joue deux saisons sous les couleurs de la Sampdoria (gagnant une Coupe d'Italie), avant de prendre sa retraite de joueur.

## Carrière
Joueur :
- 1975-1984 : FC Kaiserslautern  Allemagne
- 1984-1986 : Hellas Vérone  Italie
- 1986-1988 : Sampdoria Gênes  Italie

Entraîneur :
- 1989-1992 : FC Glaris  Suisse
- 1992-1994 : SV Edenkoben  Allemagne
- 1994-1995 : SG Wattenscheid 09  Allemagne
- 1999-2000 : Beşiktaş  Turquie
- 2001-2002 : Trabzonspor  Turquie
- 2003-2006 : Équipe d'Albanie  Albanie
- 2006-2007 : Équipe de Bahreïn  Bahreïn
- 2007 : Ankaragücü  Turquie

## Palmarès
- Champion d'Italie en 1985
- Vainqueur de la Coupe d'Italie en 1988
- Champion d'Europe des nations en 1980
- Finaliste de la Coupe d'Allemagne en 1976 et 1981
- 72 sélections et 4 buts avec l'équipe d'Allemagne entre 1979 et 1986.